# DR-Baureihe E 18
Die Elektrolokomotiven der Baureihe E 18 (ab 1968 bei der DB Baureihe 118, bei der DR ab 1970 Baureihe 218) gehörten zu den schnellsten Elektrolokomotiven der Deutschen Reichsbahn (DR). Sie erreichten eine Höchstgeschwindigkeit von 150 km/h und standen von 1935 bis 1984 im Plandiensteinsatz in der Regel vor Reisezügen. Nur die vier Lokomotiven der Baureihe E 19, die für 180 km/h zugelassen waren, übertrafen bei der DR diese Leistung.

## Geschichte

### Vor dem Zweiten Weltkrieg

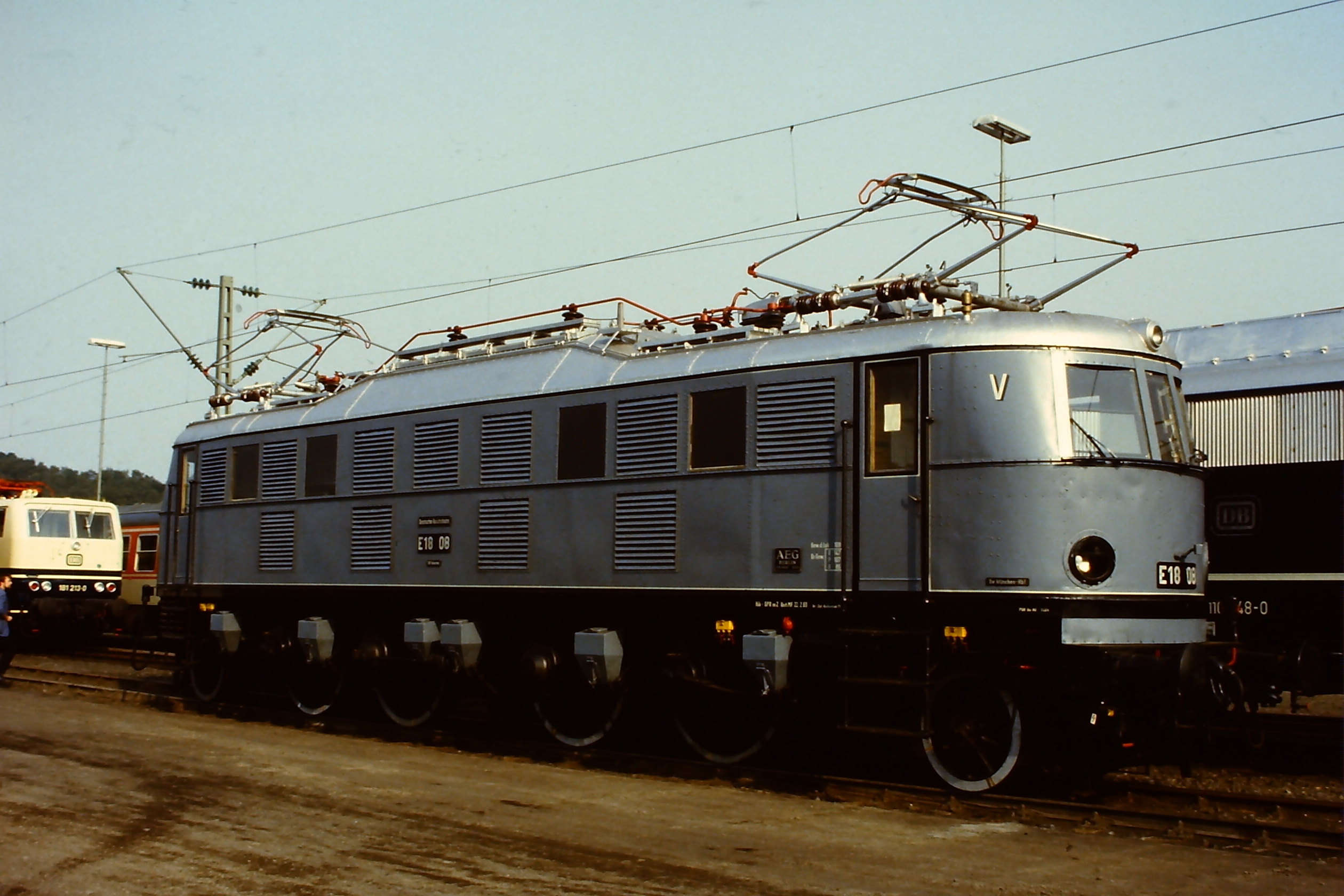
E 18 08 im Lieferzustand auf der Fahrzeugschau „150 Jahre deutsche Eisenbahn“ in Bochum-Dahlhausen (1985)

Schon während des Baus der E 04 stellte die Deutsche Reichsbahn-Gesellschaft fest, dass auch deren auf 130 km/h erhöhte Höchstgeschwindigkeit den steigenden Geschwindigkeiten im schweren Schnellzugdienst nicht mehr gewachsen war. 1933 erhielt die AEG den Zuschlag für die Entwicklung einer elektrischen Lokomotive für den schweren Schnellzugdienst mit einer Höchstgeschwindigkeit von über 120 km/h. Sie sollte fahrzeugtechnisch auf der E 17 und elektrisch auf der E 04 aufbauen.
Zwei Jahre später wurden zwei Probelokomotiven ausgeliefert, gefolgt von einer ersten Serienlieferung. Vorbereitend für die Entwicklung der noch schnelleren E 19 unternahm die DR 1935/36 Testfahrten auf der Strecke von München nach Stuttgart. Die E 18 22 erhielt auf der Weltausstellung in Paris 1937 als leistungsfähigste elektrische Einrahmenlokomotive drei Grands Prix für Gesamtaufbau und Leistungsfähigkeit, Führerstand und Fahrmotor und zusätzlich ein Ehrendiplom für den massegünstig geschweißten Hauptrahmen.
1939 bestellte die DR eine zweite Serie über weitere 48 Lokomotiven, die allerdings nie gebaut wurde. Vorbereitend erhielten die E 18 045 bis 053 jedoch schon Schilder mit dreistelligen Ordnungsnummern. Bis Anfang 1940 konnten immerhin 53 Lokomotiven in Dienst gestellt werden. Ein 1937 in der E 18 37 erprobter Fahrmotor mit Aluminium-Ständerwicklungen bewährte sich wegen zu starker Erwärmung nicht. Weitere Versuche mit dem „Heimstoffeinsatz“ wurden daraufhin mit den E 18 nicht mehr unternommen.
Ursprünglich waren die Lokomotiven der Baureihe E 18 für den Fernverkehr von München nach Berlin vorgesehen. Ab dem 2. November 1942 beförderten sie so auch Züge über die Saalbahn, konnten jedoch nicht zwischen München und Leipzig durchlaufend eingesetzt werden, da der Fahrdrahtseitenausschlag in Mitteldeutschland noch – anders als in Süddeutschland – nicht von ±500 Millimetern auf das nach dem Anschluss Österreichs festgelegte Einheitsmaß von ±400 Millimetern verringert worden war. Die Anpassung der mitteldeutschen Fahrleitung für den Betrieb mit einer Palettenbreite von 1950 Millimetern wurde durch den weiteren Kriegsverlauf verhindert.
Eingesetzt wurden weitere Lokomotiven auch auf dem elektrifizierten Streckennetz in Schlesien. Die sieben schlesischen Maschinen wurden 1945 vor der Roten Armee in Sicherheit gebracht und nach Bayern überführt.
Die ersten Lokomotiven wurden 1937 mit Fahrzeugeinrichtungen für die punktförmige Zugbeeinflussung in Dreifrequenz-Resonanzbauart ausgerüstet. Die E 18 30 und 33 erhielten die Bauart VES (Vereinigte Eisenbahn-Signalwerke), die E 18 32 die Bauart Lorenz. Daraufhin wurden die Fahrzeugeinrichtungen bei den E 18 34 bis 053 schon beim Hersteller eingebaut. Weil die Streckeneinrichtungen zum größten Teil nicht mehr nutzbar waren, wurden die Fahrzeuggeräte 1945 und 1946 wieder ausgebaut.

### E 18.2 in Österreich
Nachdem beschlossen worden war, bis 1939 die Westbahn von Salzburg bis Linz zu elektrifizieren, bestellten die Österreichischen Bundesbahnen 1937 bei der Lokomotivfabrik Floridsdorf acht Lokomotiven nahezu gleicher Bauart, die in Österreich als Reihe 1870 eingeordnet werden sollten. Dazu wurde die deutsche E 18 für den Betrieb auf den steigungsreichen Strecken adaptiert.
Daraus ergab sich eine Fülle von Änderungen: So wurden die Lüftergitter wegen möglicher Durchfeuchtung des Maschinenraums bei Schneegestöber nicht bis zum Umlauf durchgezogen. Die Lokomotiven erhielten u. a. verstärkte Transformatoren und leistungsfähigere, von den Österreichischen Siemens-Schuckert-Werken entwickelte Fahrmotoren des neuen Typs AMS701 (anstatt EKB860), Teile des elektrischen wie mechanischen Teils wurden nach österreichischen Normen ausgelegt (bspw. Öl-Hauptschalter und Friedmann- anstatt Isothermosachslager). Die Steuerung inklusive Feinregler entsprach der E 18, das Schaltwerk erhielt jedoch zur Verbesserung des Anfahr- und Beschleunigungsverhaltens 18 anstatt 15 Dauerfahrstufen. Die Getriebe wurden geringfügig kürzer übersetzt, so dass sich eine Höchstgeschwindigkeit von 130 km/h ergab. Die Anfahrzugkraft (222 anstatt 210 Kilonewton) und die Dauerleistung (3340 anstatt 2840 Kilowatt) stiegen dadurch maßgeblich an. Die nach dem Krieg als ÖBB-Reihe 1018 bezeichneten Maschinen waren damit die stärksten Lokomotiven ihrer Gattung.
Die österreichischen Lokomotiven wurden aufgrund der politischen Entwicklung ab 1940 an die Deutsche Reichsbahn ausgeliefert und als E 18 201 bis 208 (Baureihe E 18.2) eingereiht. Sie waren vorwiegend in Salzburg Hauptbahnhof stationiert. Im Zuge dessen hatte das Reichsbahnzentralamt (RZA) München bereits während des Baues weitreichende Anpassungen der österreichischen Ausführung an Normalien der Reichsbahn vorgenommen: So wurden beispielsweise die Raddurchmesser abweichend der ursprünglichen Planungen (Laufräder 1034 mm, Treibräder 1614 mm) an die deutschen E 18 (Laufraddurchmesser 1000 mm, Treibraddurchmesser 1600 mm) angepasst, an der vorgesehenen Höchstgeschwindigkeit von 130 km/h wurde jedoch festgehalten.
Die E 18 206 wurde Ende 1944 bei einem Bombenangriff auf den Salzburger Hauptbahnhof zerstört und 1945 ausgemustert, der Torso jedoch später zum Bau der 1018.101 verwendet.

### Kriegsverluste
Kriegsbedingt wurde der Bestand der Baureihe E 18 um sechs Lokomotiven durch Luftangriffe reduziert. Im Einzelnen wurden im Jahr 1943 die E 18 09 (Stuttgart) sowie 23, 33 und 052 (alle München) nach Luftangriffen ausgemustert. Ein Jahr später schied die E 18 15 (Kollision bei Görlitz mit polnischen Vororttriebwagen, die beim Rückzug der deutschen Besatzer aus Warschau erbeutet worden waren) sowie die E 18 04 (Stuttgart, Luftangriff) aus. Nach Kriegsende mussten weiterhin die E 18 01 (infolge von Fliegerangriffen) und 07 (nach Unfall) ausgemustert werden.
Nach dem Zweiten Weltkrieg kamen 39 Lokomotiven der Baureihe E 18 bei der Deutschen Bundesbahn, drei Stück bei der Deutschen Reichsbahn und zwei bei den Österreichischen Bundesbahnen wieder langfristig zum Einsatz.

### Einsatz bei der Deutschen Bundesbahn

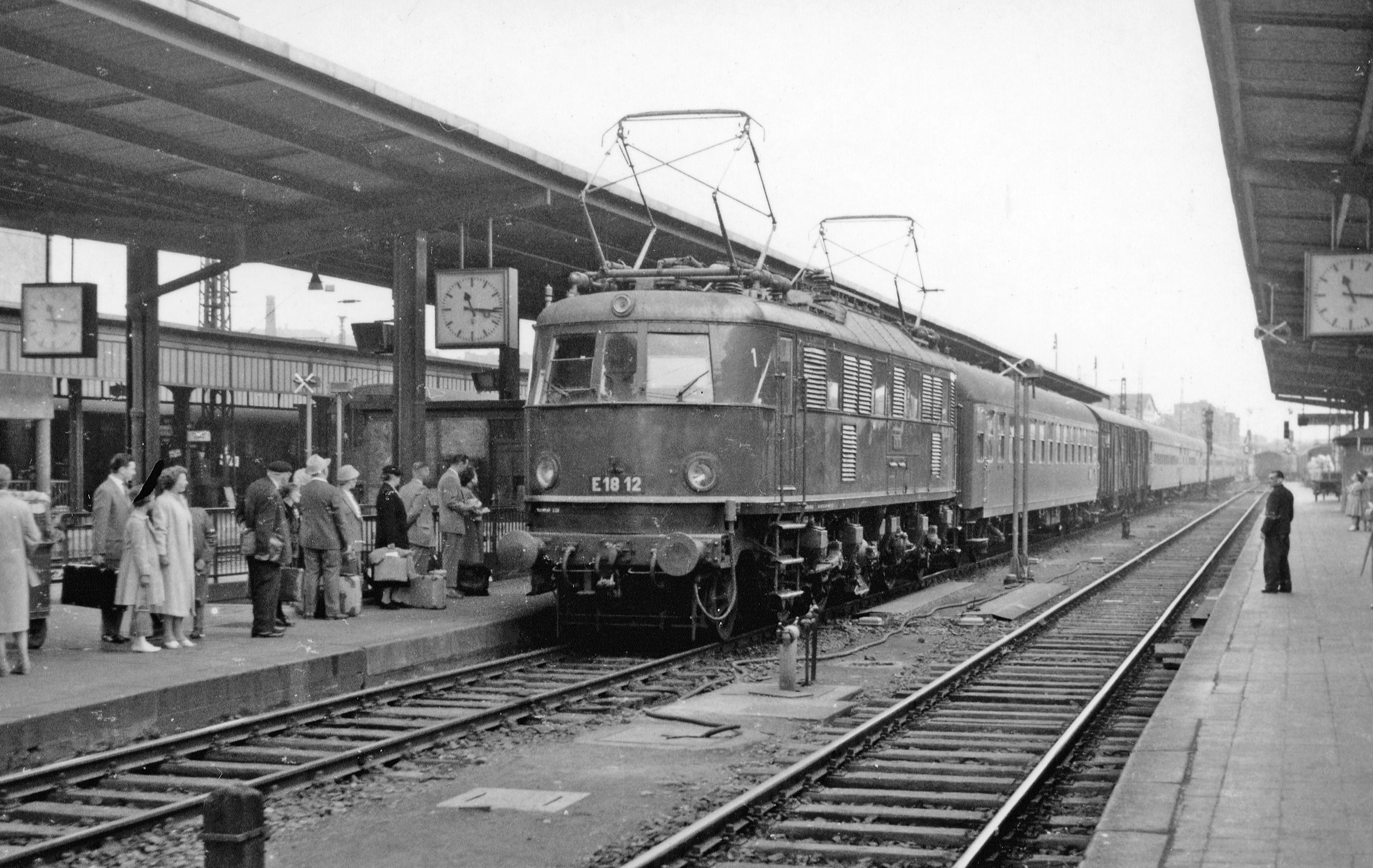
E 18 12 vor einem Schnellzug in Würzburg Hbf (1958)

Bei Kriegsende (Mai 1945) waren noch 21 Maschinen in betriebsfähigem Zustand. Alle anderen waren mit mehr oder weniger großen Kriegsschäden abgestellt. Doch schon im Sommer 1945 begannen die Reparaturarbeiten. Die ersten beiden Lokomotiven, die nur wenig beschädigt waren, konnten bereits im September 1945 wieder in Betrieb genommen werden. Bis Ende 1947 gelang es, immerhin neun Lokomotiven instand zu setzen, so dass 30 Lokomotiven zur Verfügung standen. Ihr Einsatz erfolgte auf den bereits elektrifizierten Strecken in Süddeutschland, also im Wesentlichen von München aus in Richtung Stuttgart, Nürnberg oder Regensburg. Vier weitere Lokomotiven, die mit starken Kriegsschäden zunächst abgestellt worden waren, wurden in den Jahren 1950 und 1951 von Grund auf neu aufgebaut.
1953 kamen fünf weitere Lokomotiven dazu, die von der Deutschen Reichsbahn erworben bzw. gegen anderes Material getauscht wurden (mehr zu diesen Lokomotiven im nächsten Abschnitt).
Bei der DB wurden in den Jahren 1954/55 zwei Lokomotiven von Krupp neu gebaut (E 18 054 und 055) und im Dezember 1954 bzw. im März 1955 ausgeliefert, so dass die DB auf 41 Lokomotiven zurückgreifen konnte. Eingesetzt wurden sie von den bayerischen Betriebswerken München, Nürnberg, Regensburg, Augsburg und Freilassing, sowie bis 1959 auch von Stuttgart aus. 1968 erhielten die Lokomotiven bei der Einführung der EDV-gerechten Triebfahrzeugnummern die neue Baureihenbezeichnung 118. 1984 wurden die letzten Lokomotiven im Bw Würzburg ausgemustert.

### Einsatz bei der Deutschen Reichsbahn

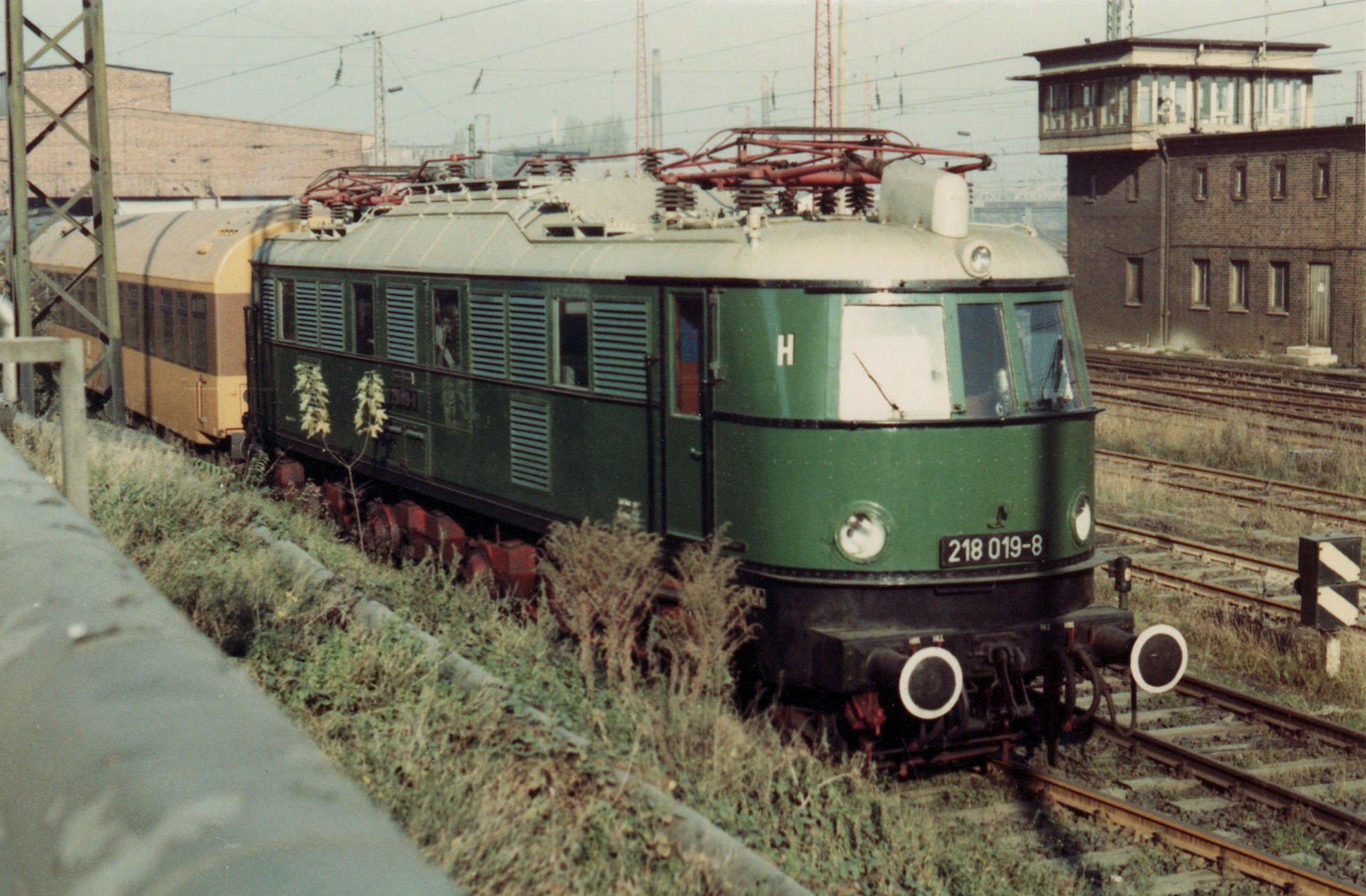
218 019 als Versuchslok vor VES-M Halle 1984

Nach Kriegsende waren zunächst fünf einsatzfähige E 18 (E 18 28, 34, 44 in Leipzig und E 18 24 sowie 048 in Saalfeld) vorhanden, die aber schon 1946 als Reparationsleistung an die Sowjetunion abgegeben werden mussten. 1952 kehrten die fünf Lokomotiven in die Deutsche Demokratische Republik zurück, ohne in der UdSSR genutzt worden zu sein, wurden aber mangels Einsatzmöglichkeit umgehend an die DB verkauft.
Darüber hinaus standen im ehemaligen AEG-Werk in Hennigsdorf und in Velten noch sechs durch Kriegseinwirkungen schadhafte E 18 (E 18 04, 19, 23, 31, 40 und 43), aus denen zwischen 1958 und 1960 die drei einsatzfähigen E 18 19, 31 und 43 im Raw Dessau wiederaufgebaut wurden, letztere erhielt jedoch die Nummer E 18 40. Die übrigen Lokomotiven wurden zerlegt. Die Maschinen wurden im Bw Leipzig Hbf West beheimatet, die E 18 31 wechselte aber schon 1958 ins Bw Halle P, um für Versuchsfahrten zur Verfügung zu stehen. Die DR rüstete 1967 die E 18 31 versuchsweise mit einem Einholm-Stromabnehmer aus.

1969 und 1970 baute man für die VES-M Halle zunächst die E 18 19 und 40 auf eine Höchstgeschwindigkeit von 180 km/h um, um Neubaufahrzeuge bei hoher Geschwindigkeit erproben zu können. In diesem Zusammenhang wurden die Lokomotiven zum Bw Halle P umbeheimatet. Bei der Abnahmefahrt als Vorspannlokomotive eines Schnellzuges von Halle (Saale) nach Erfurt am 29. August 1969 wurde die E 18 40 bei einem Auffahrunfall im Bahnhof Großkorbetha schwer beschädigt, als der Zug auf ein Gleis geleitet wurde, in dem sich noch die E 42 073 aufhielt, und mit rund 100 km/h mit der stehenden Maschine zusammenstieß. Beim Unfall gab es nur Verletzte und keine Toten, die Besatzung auf der E 18 40 hatte nach Einleitung einer Schnellbremsung in den Maschinenraum flüchten können. Die E 18 40 überstand den Zusammenstoß aufgrund ihres festen Rahmens deutlich besser als die beiden E 42, trotzdem wurde sie am 15. Mai 1972 ausgemustert.
Mit Teilen der E 18 40 rüstete man 1970 auch die E 18 31 um. Diese Maschine erhielt wenig später vorgeschuhte Pufferbohlen mit Einheitszugkästen als Vorbereitung auf den Einbau der geplanten UIC-Mittelpufferkupplung. 1970 nummerierte die DR ihre E 18 EDV-gerecht in 218 um. Ab 1977 wurden die Lokomotiven nur noch in Sonderdiensten verwendet. Beide Lokomotiven erhielten 1985 bzw. 1988 den Status Historisches Triebfahrzeug. Beide Lokomotiven waren noch bis 2000 bzw. 2002 einsatzfähig und sind nicht betriebsfähig erhalten.

### Einsatz bei den Österreichischen Bundesbahnen

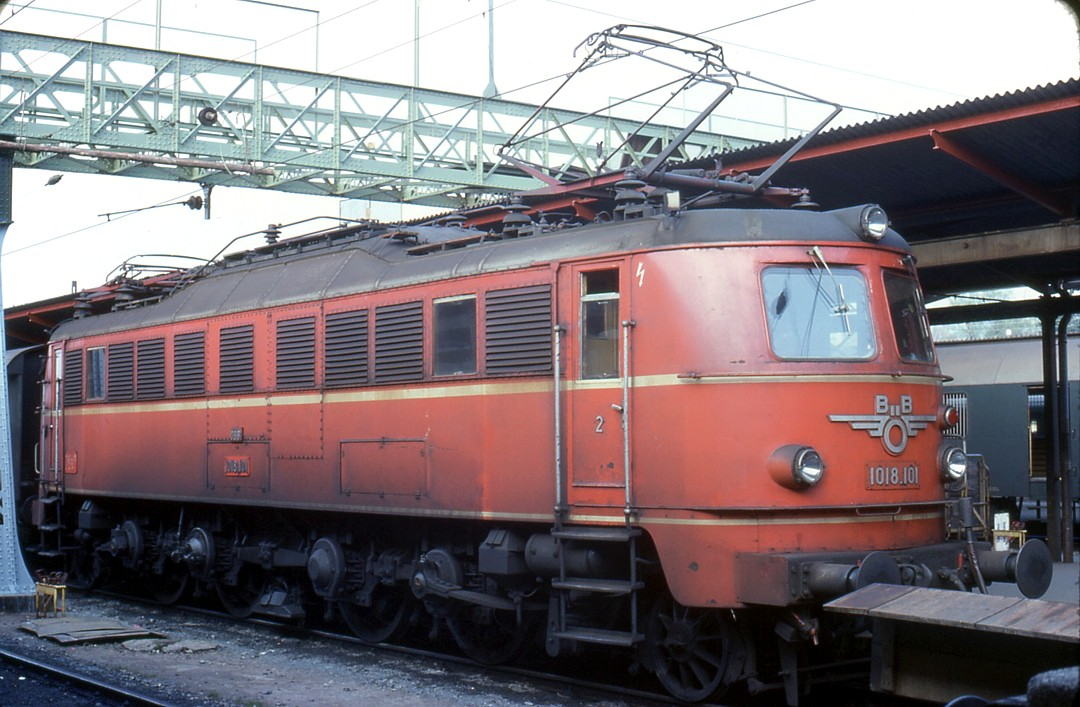
Die 1018.101 in Salzburg

Die Österreichischen Bundesbahnen (ÖBB) ordneten die acht Lokomotiven der österreichischen Variante (E 18.2) als Reihe 1018 ein.
Die ehemals deutsche E 18 42 verblieb in Österreich und wurde mit 140 km/h Höchstgeschwindigkeit als 1118.01 eingereiht. Bis zur Indienststellung der 1042.5 war sie die schnellste Lokomotive in Österreich. Die nur für 130 km/h zugelassene 1018.101 entstand aus verwertbaren Resten der deutschen E 18 046 und der österreichischen E 18 206, welche im Krieg schwer beschädigt worden waren.
Bei den ÖBB durchliefen die Lokomotiven der Reihe 1018 eine Reihe von Umbauten. Der sichtbarste Unterschied ergab sich durch den Umbau der Stirnfronten (zwei Windschutzscheiben und österreichische Spitzenlichter). Auch der Hauptschalter und andere elektrische Komponenten wurden dem ÖBB-Standardprogramm angepasst. Die originalen Federtopfantriebe wurden durch Gummiparabelfedern ersetzt. Einige Lokomotiven erhielten neue Kopfstücke, die für den Einbau der UIC-Mittelpufferkupplung vorbereitet waren.
Der Einsatz der Loks endete in den 1990er Jahren, wobei die 1018.05 bis in das Jahr 2001 seitens der Österreichischen Bundesbahnen noch für Nostalgieeinsätze betriebsfähig erhalten wurde. Sie wird inzwischen vom Club 1018 mit dem Ziel einer betriebsfähigen Aufarbeitung betreut.

## Konstruktive Merkmale

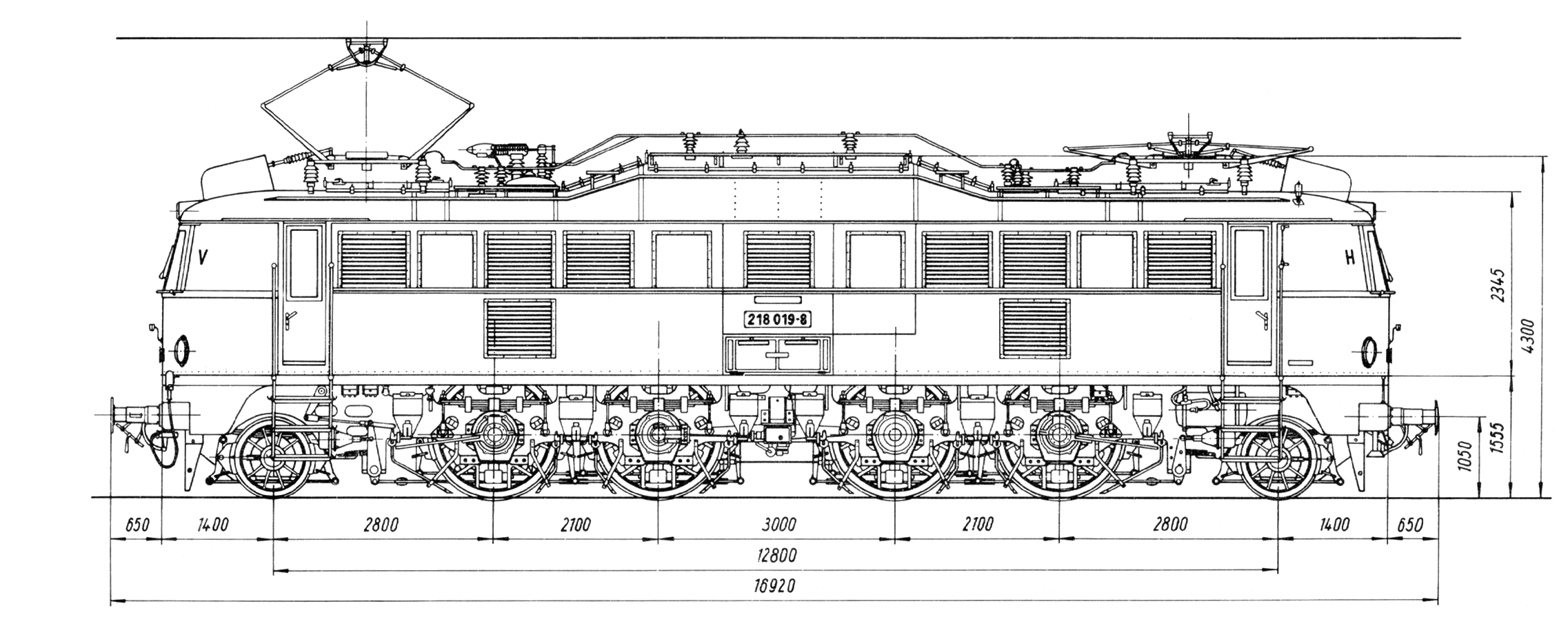
Ausschnitt einer technischen Zeichnung der Elektrolokomotive 218 019 der Deutschen Reichsbahn

Die E 18 erhielten einen vollständig geschweißten Fahrzeugrahmen.
Die Laufachsen waren zur Verbesserung der Laufruhe mit der jeweils benachbarten, seitenverschiebbaren Treibachse in einem AEG-Kleinow-Gestell zusammengefasst. Die Vorspannung der Rückstellfedern des nachlaufenden Lenkgestells wurde richtungsabhängig durch Druckluftzylinder so verändert, dass es sich wie ein Bisselgestell verhielt. Der Antrieb erfolgte über Federtöpfe. Bei der Deutschen Bundesbahn wurden die wartungsaufwändigen und bruchanfälligen Wickelfedern der Federtopfantriebe durch Gummiparabelfedern ersetzt.

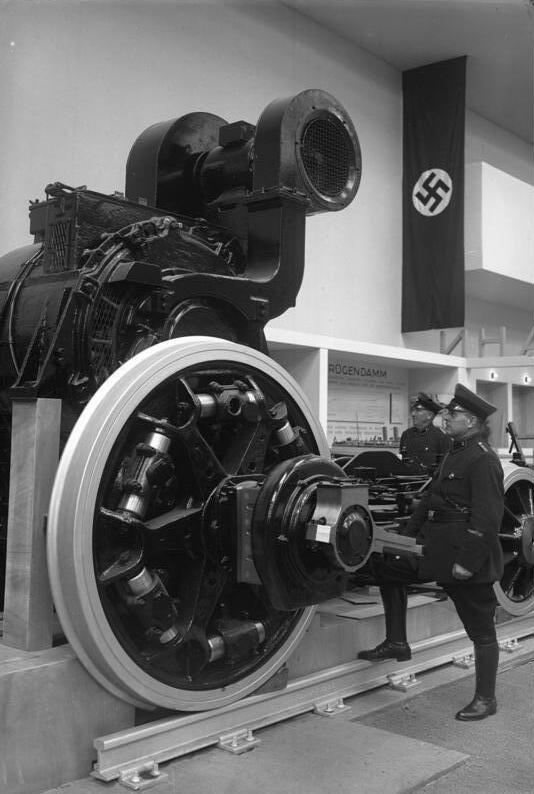
Elektromotor und AEG-Kleinow-Federantrieb (1934)

Die E 18 hatten zur Entlastung des Lokführers einen elektromotorischen Antrieb für das Schaltwerk. Die Bedienung der Auf-Ab-Steuerung war im Gegensatz zu anderen, zur selben Zeit gebauten Lokomotiven über einen Hebelfahrschalter, der zusätzlich die Stellungen „Schnell-Auf“ und „Schnell-Ab“ aufwies, im Sitzen möglich.
Ab der E 18 02 hatten die Lokomotiven große Frontschürzen. Diese bewährten sich jedoch nicht, da sich hinter ihnen im Winter Schnee und Eis anlagerte, außerdem neigten die Lager der Laufachsen wegen der fehlenden Kühlung zum Heißlaufen. Ab 1943 begann man deshalb, die Schürzen zu verkleinern. Bei der DB wurden sie ganz abgebaut, die DR schnitt sie bis zur Unterkante der Pufferbohlen zurück. Die ursprünglichen, der Stirnfront angepassten Leuchten wurden bei der DB bis auf wenige Ausnahmen durch Einheitsleuchten ersetzt.
Acht Lokomotiven erhielten auch bei der DB Verschleißpufferbohlen (118 003, 017, 026, 027, 030, 044, 050, 055). 1957/1958 wurden die Maschinen der Deutschen Bundesbahn mit Indusi-Fahrzeuggeräten der Bauart I54 ausgerüstet, 1974 bis 1977 auch mit Funkstationen für den Zugfunk. Die Dachausrüstung der 118 022 und der 044 wurde durch Montage der Stromabnehmer der Bauart DBS 54 und des bei den Einheits-Elektrolokomotiven verwendeten Druckluft-Hauptschalters modernisiert.
Die österreichischen Lokomotiven erhielten später zwei große, gummigefasste Stirnfenster sowie die kleinen ÖBB-Einheitscheinwerfer und eine Schlussleuchte.
Der Umbau der DR-Maschinen für eine Geschwindigkeit von 180 km/h erfolgte ohne Verstärkung der Bremse. Für den Versuchsbetrieb nahm man längere Bremswege in Kauf. Die E 18 31 wurde im Rahmen der Erprobung der UIC-Mittelpufferkupplung mit vorgeschuhten Pufferbohlen und Aufnahmen für Mittelpufferkupplungen ausgerüstet.
Im normalen Schnellzugdienst konnten die Maschinen 935-Tonnen-Schnellzüge in der Ebene mit 140 km/h, 990-Tonnen-Züge bei 5 Promille Steigung mit 100 km/h, 600-Tonnen-Züge bei 10 Promille mit 100 km/h und 360-Tonnen-Züge bei 20 Promille noch mit 75 km/h befördern.

## Farbvarianten
Die E 18 wurde im stählernen Blaugrau (RAL 7031) der Reichsbahnzeit ausgeliefert, das Dach war hellgrau, Rahmen und Laufwerk schwarz. Zwischen 1950 und 1955 lackierte die Deutsche Bundesbahn die Lokomotiven zunächst chromoxidgrün, danach im für Schnellzüge charakteristischen Kobaltblau. Nach 1975 wurden bei der DB drei Lokomotiven, nämlich die 118 013, 028 und 049, in Ozeanblau/Elfenbein umlackiert.
Die Deutsche Reichsbahn lackierte die Maschinen dunkelgrün, unterhalb der Fußbodenhöhe schwarz mit rotem Rahmen und Laufwerk. Die 218 019 erhielt Mitte der 1980er einen Neuanstrich im damals neu eingeführten helleren und lichtbeständigeren Chromoxidgrün.
In Österreich liefen die 1018 und 1118 zuerst im Farbton „Tannengrün“, später in „Blutorange“. Bei einigen wurde das Design später entfeinert von drei auf eine elfenbeinfarbende Zierlinie und ein umbragraues statt aluminiumgraues Dach.

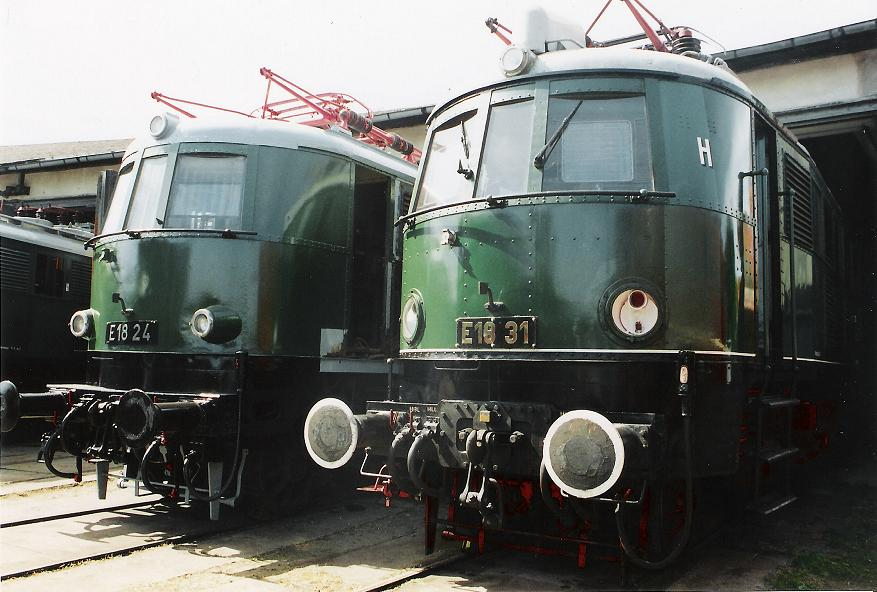
E 18 24 in Dunkelgrün
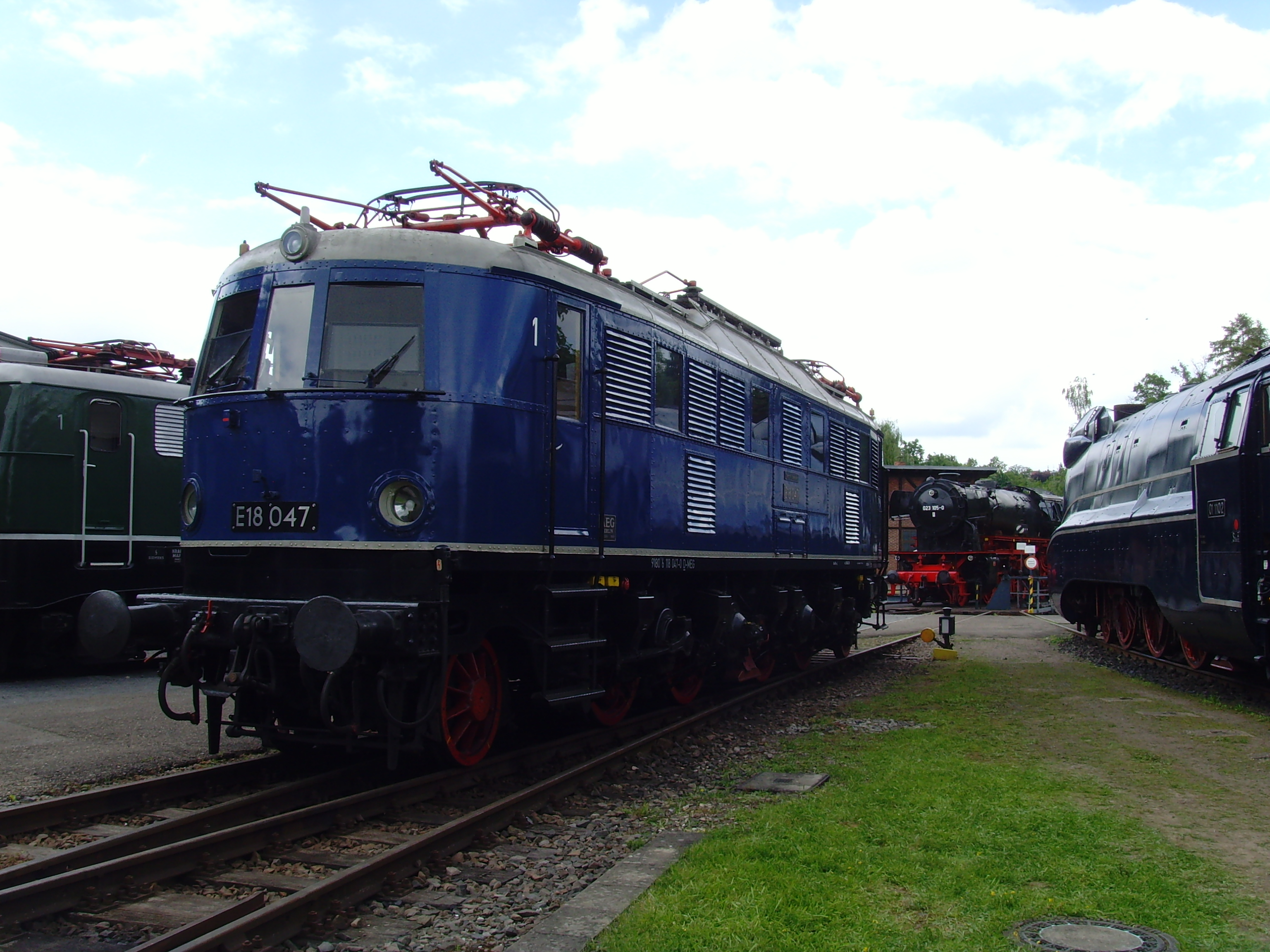
Kobaltblaue DB-Ausführung der E 18
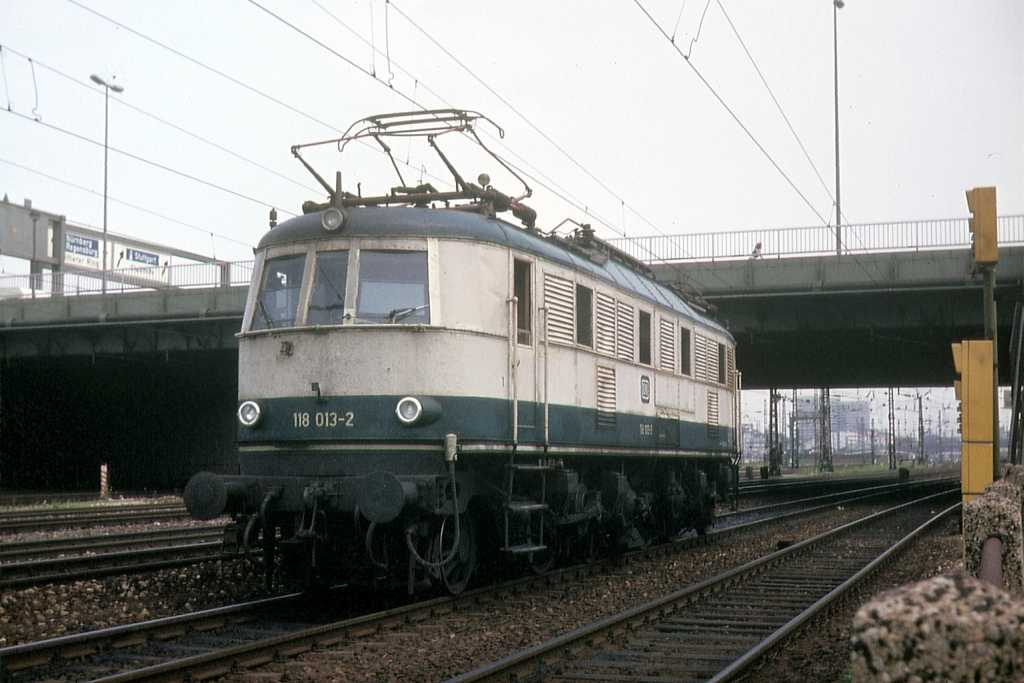
118 013 in Ozeanblau/Elfenbein
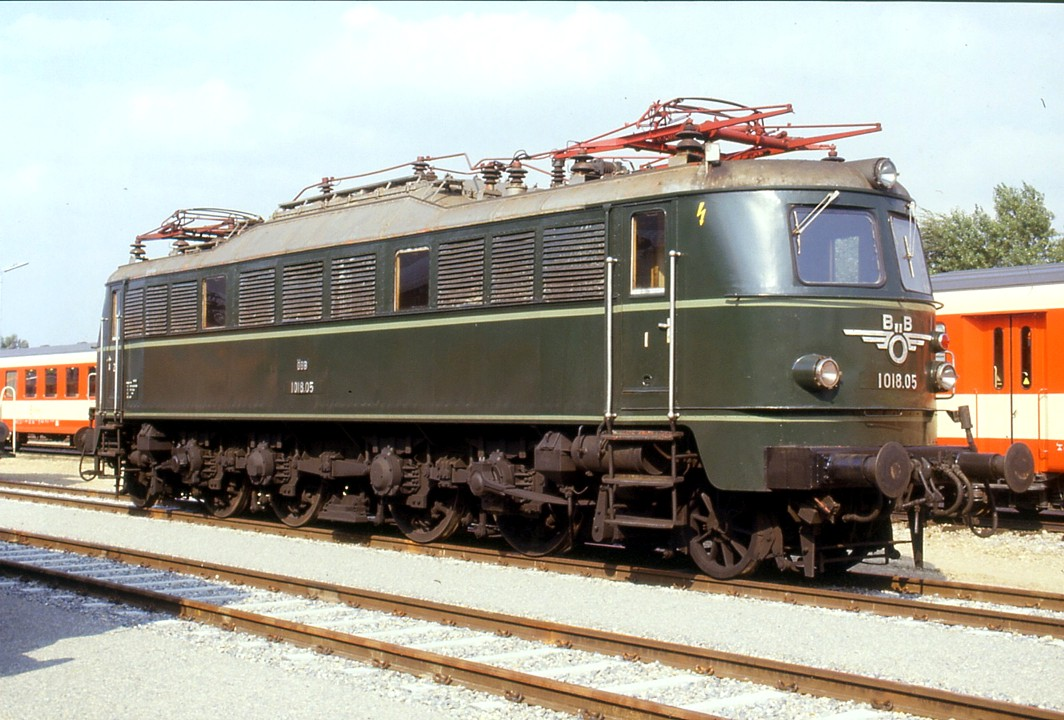
ÖBB 1018.05 in Tannengrün mit Flügelrad (Wien Nord; 1987)
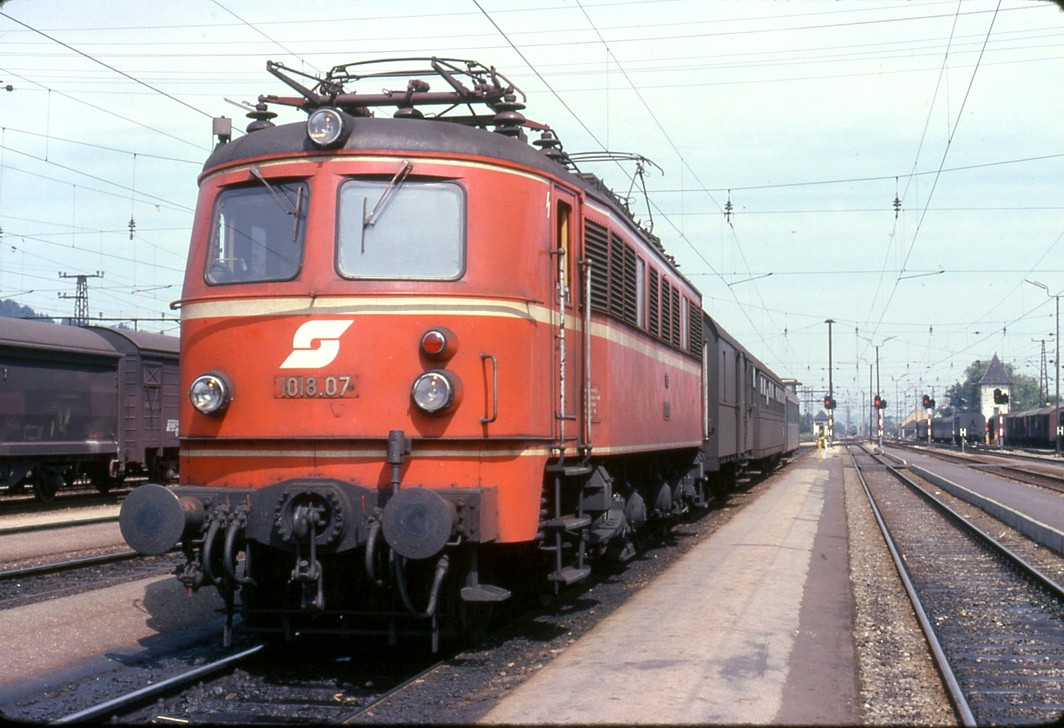
1018.07 der ÖBB in Blutorange mit Pflatsch (Attnang-Puchheim; 1980)

## Verbleib

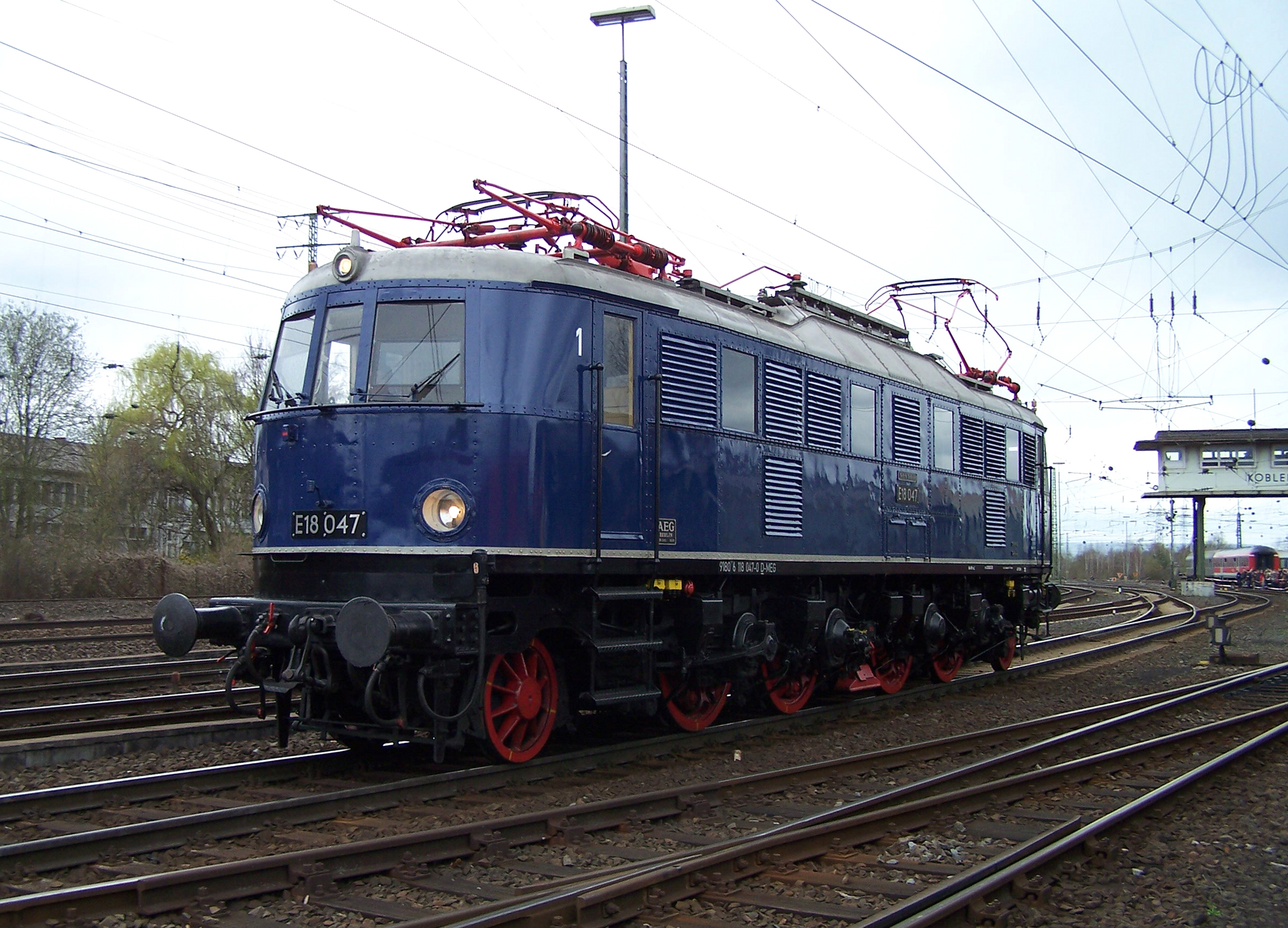
E 18 047 bei Fahrzeugparade des DB-Museums Koblenz

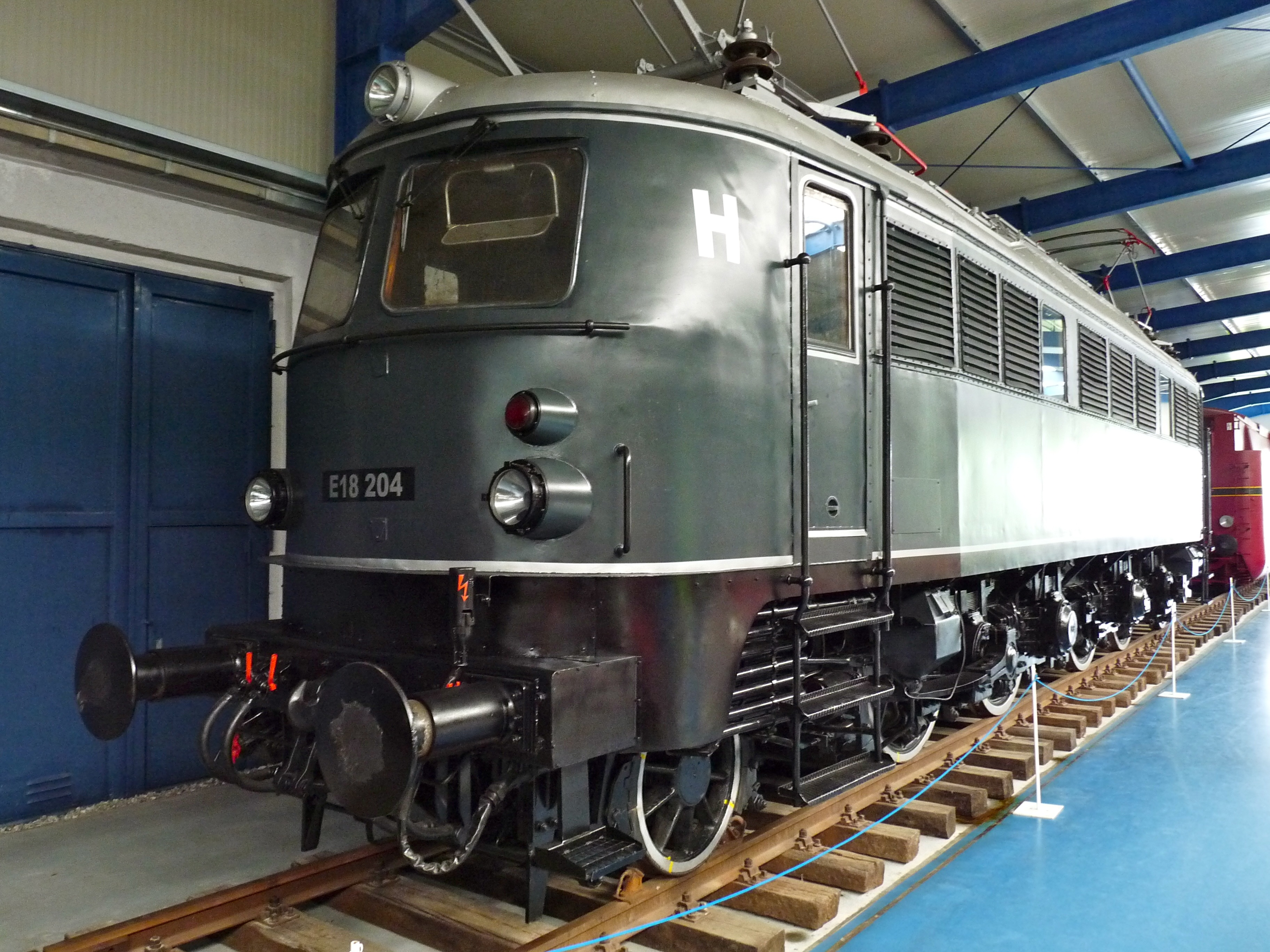
1018.04 der ÖBB in Prora

Von den 55 gebauten Lokomotiven der Baureihe E 18 sind erhalten geblieben:
- Die E 18 03 befindet sich im DB-Museum in Koblenz.
- Die E 18 08 befindet sich im Eigentum des Verkehrsmuseums Nürnberg und wird im Bahnpark Augsburg von der gleichnamigen BSW-Gruppe gepflegt.
- Die E 18 19 ist in Privatbesitz in Battenberg.
- Mit der E 18 24 versuchte die Stadt Gemünden am Main lange ihrer traditionellen Lage als Verkehrsknotenpunkt ein würdiges Denkmal zu setzen; sie wurde inzwischen nach Weimar verbracht, wo sie vom TEV Thüringer Eisenbahn e. V. restauriert wird, und befindet sich im Eisenbahnmuseum Weimar.
- Die E 18 31 (ehemaliger DR-Bestand) ist im Besitz des Verkehrsmuseums Nürnberg und ist im DB-Museum in Halle (Saale) beheimatet.
- Die E 18 047 ist im Besitz des Verkehrsmuseums Nürnberg.

Von den österreichischen Maschinen sind noch fünf Exemplare erhalten:
- Die letzte noch in einen betriebsfähigen Zustand versetzbare österreichische 1018, 1018.05, wurde vom Club 1018 erworben, um sie aufzuarbeiten und wieder regelmäßig im Sonderzugdienst einzusetzen. Wegen Rissen an den Radsternen verzögert sich die Fertigstellung aber.
- Die 1018.04 ist im Verkehrsmuseum Prora auf der Insel Rügen als E18 204 – allerdings mit der modernisierten ÖBB-Front – ausgestellt.
- Die 1018.02; 1018.07 und die 1018.08 sind nicht betriebsfähig im Lokpark Ampflwang der ÖGEG hinterstellt.